# Bjarne Forchhammer
Bjarne Forchhammer, född 14 september 1903 i Neu-Isenburg, Tyskland, död 3 april 1970 i Århus, var en dansk skådespelare.

## Rollista i urval
- 1941 – Peter Andersen
- 1942 – Urspårad
- 1943 – Ebberöds bank
- 1947 – Tag vad du vill ha
- 1949 – John og Irene
- 1950 – Min fru är oskyldig
- 1950 – Susanne
- 1961 – Min kone fra Paris
- 1961 – Stöten
- 1968 – Det var en lørdag aften